# Dollo (Ethiopië)

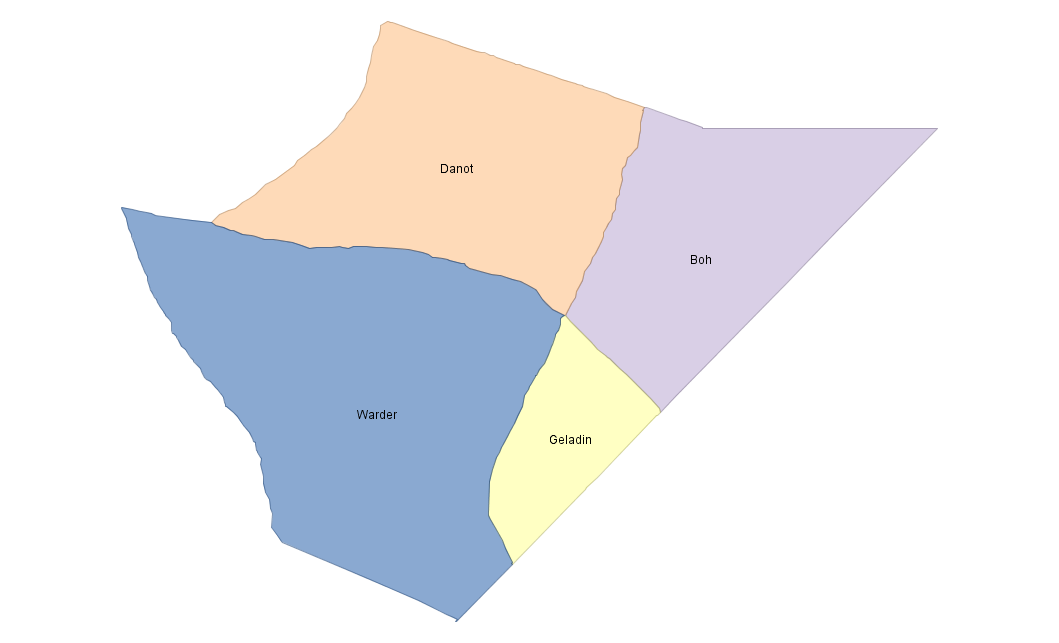
Indeling van de zone

Dollo (Somalisch: Doollo) is een van de negen administratieve zones in de regio Somali van Ethiopië. De zone werd voorheen bekend als Warder/Werder, vernoemd naar de grootste stad in de regio, Warder. Dollo ligt in het zuidoosten van Ethiopië en grenst aan Somalië. In het noordwesten wordt de zone begrensd door Jarar, en in het zuidwesten door Korahe.

## Demografie van Dollo

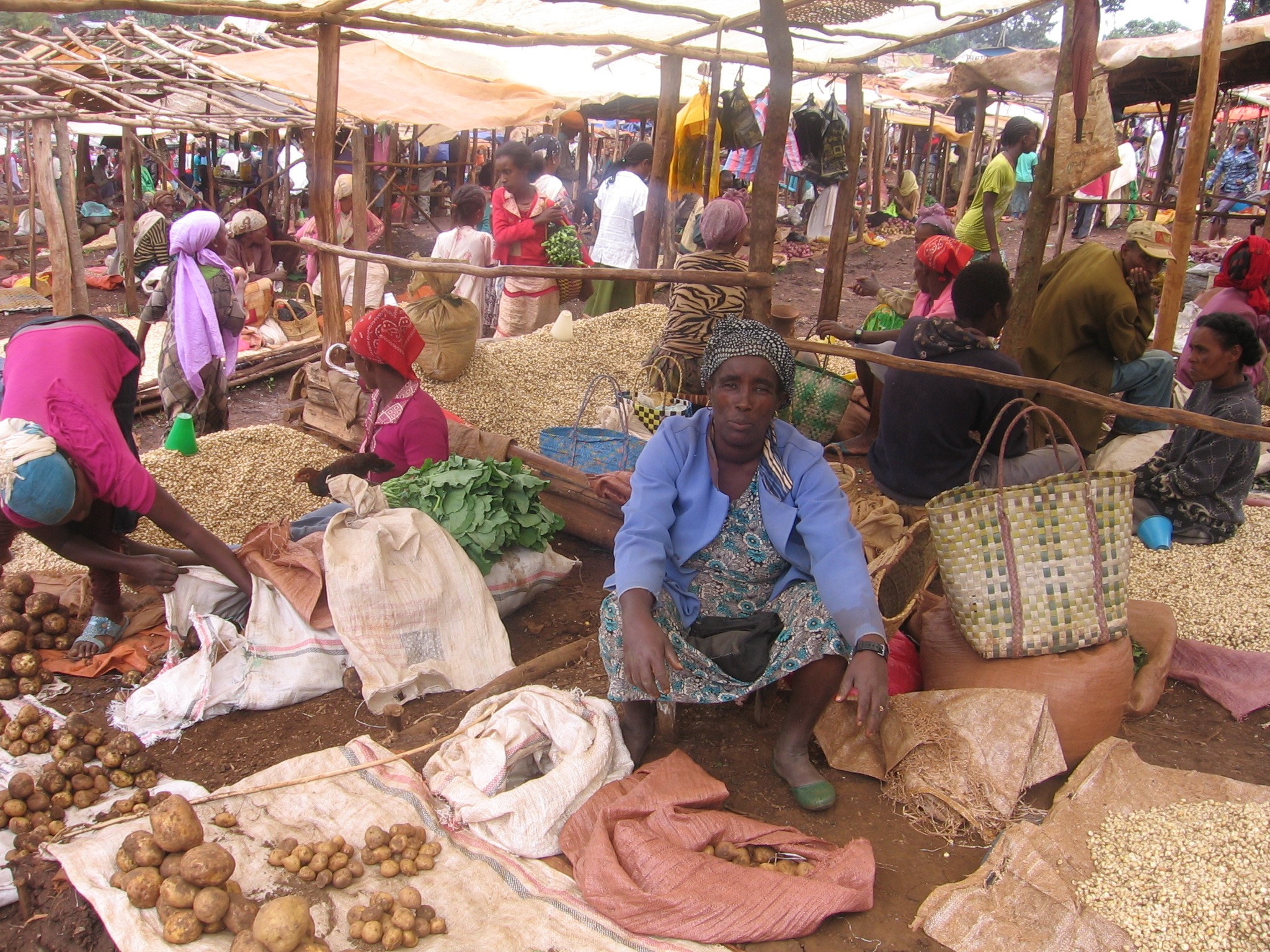
Markt in Dembi Dollo

Volgens de volkstelling van 2007 had Dollo een bevolking van 306.488 mensen, waarvan 175.624 mannen en 130.864 vrouwen. Van de totale bevolking woont slechts een klein percentage (9,39%) in stedelijke gebieden. De meeste bewoners in de zone zijn pastorale gemeenschappen, die traditioneel afhankelijk zijn van vee.
De meeste inwoners van Dollo zijn etnisch Somaliërs, die ongeveer 99,57% van de bevolking uitmaken. Somali is de dominante taal, gesproken door bijna de gehele bevolking (99,58%). De meeste bewoners (99,36%) zijn moslim. De zone heeft een lage graad van geletterdheid, met slechts 4,2% van de bevolking als geletterd volgens de volkstelling van 1997.

## Landbouw en veeteelt
Dollo heeft een economie die grotendeels gebaseerd is op veeteelt. De regio is rijk aan verschillende diersoorten, met een grote populatie schapen, geiten, kamelen en runderen. Schapen en geiten vormen de grootste groepen, met respectievelijk ongeveer 2,25 miljoen en 1,4 miljoen dieren in de zone. Kamelen en runderen zijn ook belangrijk voor de lokale economie, hoewel hun aantallen lager zijn.
De zone is ook kwetsbaar voor natuurrampen, zoals droogte, die de veeteelt kunnen beïnvloeden.

## Infrastructuur en ontwikkeling
Dollo heeft een lage wegdichtheid en beperkte toegang tot moderne voorzieningen. Volgens een rapport van de Wereldbank uit 2004 heeft slechts 1% van de inwoners toegang tot elektriciteit. De infrastructuur in de regio is onderontwikkeld, met een wegdichtheid van bijna nul kilometers per 1000 vierkante kilometer.
Daarnaast is de zone kwetsbaar voor gezondheidsrisico's. Malaria komt veel voor in de regio, terwijl er geen tseetseevliegen zijn, die andere ziekten kunnen verspreiden.

## Gezondheids- en onderwijsuitdagingen
De gezondheidszorg in Dollo is beperkt. De regio heeft te maken met uitbraken van ziekten zoals dengue-koorts en acute waterdarmziekte (AWD). In 2017 stierven bijvoorbeeld 19 kinderen in de zone door AWD. De onderwijssector kent ook uitdagingen, met slechts 13% van de kinderen die basisonderwijs volgen en slechts 1% die toegang heeft tot secundair onderwijs.

## Geschiedenis en recente gebeurtenissen
Dollo heeft in de afgelopen jaren te maken gehad met verschillende crises. In maart 2023 vluchtten ongeveer 100.000 Somaliërs naar de zone om te ontsnappen aan het conflict in de Sool-regio van Somalië. De vluchtelingen kwamen voornamelijk uit de steden Las Anod en omgeving. Dollo ontving deze vluchtelingen in verschillende gebieden, waaronder Boh, Galhamur en Danot.
In 2021 werd de regio getroffen door een uitbraak van woestijnsprinkhanen, die grote schade toebracht aan de landbouw en veeteelt. Ook zijn er gevallen van dengue gemeld, wat de gezondheidszorg in de regio onder druk zette.